# Grayson Russell
Grayson Russell est un acteur américain né le 1er mai 1998 à Clanton (Alabama).

## Filmographie sélective
- 2006 : Ricky Bobby : Roi du circuit de Adam McKay : Texas Ranger Bobby
- 2010 : Journal d'un dégonflé de Thor Freudenthal : Fregley
- 2011 : Marley et moi 2 de Michael Damian : Marley (voix)
- 2011 : La Tribu arc-en-ciel de Christopher R. Watson : Calvin
- 2011 : Journal d'un dégonflé : Rodrick fait sa loi de David Bowers : Fregley
- 2012 : Journal d'un dégonflé : Ça fait suer ! de David Bowers : Fregley
- 2013 : Les Sauveurs de l'espace de Sean McNamara : Russell « Rusty » Riggs
- 2013 : Season of Miracles de Dave Moody : Rafer
- 2015 : How I Got Made de Tracy Facelli : Sean McCrorie
- 2016 : Joyeuse fête des mères de Garry Marshall : Tommy
- 2020 : USS Greyhound : La Bataille de l'Atlantique (Greyhound) d'Aaron Schneider